# Derrick Atkins
Derrick Atkins (født 5. januar 1984) er en atletikudøver (sprinter) fra Bahamas, der er en af sit lands største sportstjerner. Atkins favoritdisciplin er 100 meter-løb, hvor hans personlige bedste (pr. august 2008) er 9,91 sekunder. Ved VM i 2007 i Osaka vandt Atkins sølvmedalje på distancen, kun besejret af amerikaneren Tyson Gay.